# Erik Rapp
Erik Magnus Rapp (Leksand, 6 juli 1996) is een Zweedse zanger. 

## Biografie
Hij won de Zweedse preselectie met het nummer Faller, zo mocht hij Zweden vertegenwoordigen op het Junior Eurovisiesongfestival 2011 in Jerevan, Armenië. Daar haalde hij 57 punten, wat hem de negende plaats opleverde.
Tijdens de Russische preselectie voor het Junior Eurovisiesongfestival 2012 zong hij samen met zangeres Jekaterina Rjabova, die Rusland in 2011 op het Junior Eurovisiesongfestival vertegenwoordigde het nummer Chemistry als interval act. 
Rapp nam in 2013 deel aan de Zweedse versie van Idols, waar hij in de halve finale eindigde.  
2003: The Honeypies ·
2004: Limelights ·
2005: M+ ·
2006: Molly Sandén ·
2007: Frida Sandén ·
2009: Mimmi Sandén ·
2010: Josefine Ridell ·
2011: Erik Rapp ·
2012: Lova Sönnerbo ·
2013: Elias ·
2014: Julia Kedhammar